# Otto Jordan (Chemiker)
Otto Jordan (* 7. August 1856 in Braunlage; † 11. März 1937 in Hannover) war ein deutscher Chemiker, Fabrikant und Manager.

## Leben
Geboren zur Zeit des Königreichs Hannover als Sohn des in Schleke bei Goslar tätigen Ultramarinfabrikanten Emil Jordan und beschäftigte sich seit seiner Jugend – nahezu als Lebensinhalt – hauptsächlich mit Chemie und chemischer Technik.
1876 legte Otto Jordan an der Realschule erster Ordnung zu Goslar sein Abitur ab. Er studierte an den Universitäten in Greifswald, Bern und Berlin und promovierte 1880 an der Universität Greifswald. Dort arbeitete er zeitweilig als Assistent der Geologie und übernahm anschließend die Leitung der Chemischen Fabrik Uebigau bei Dresden.

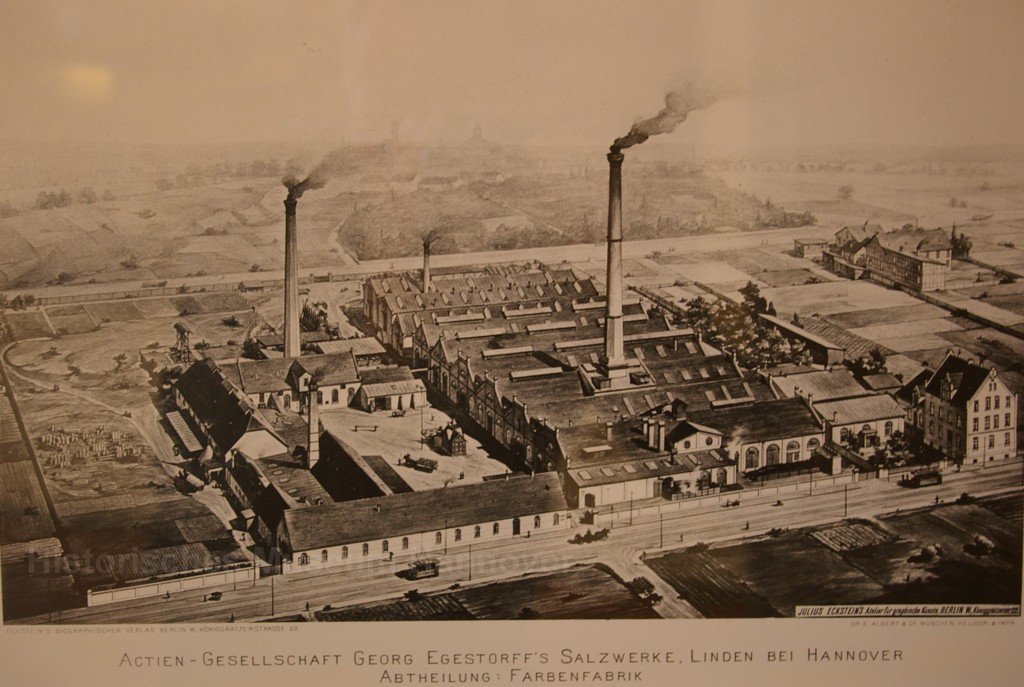
Um 1890: Vogelschau der „Actien-Gesellschaft Georg Egestorffs Salzwerke, Linden bei Hannover, Abtheilung : Farbenfabrik“, im Hintergrund der Lindener Berg

1883 trat er in die Egestorff Salzwerke ein, für die er Prokura erhielt, und zugleich als Direktor die Leitung der Egestorffschen Ultramarinfabrik in Linden übertragen bekam und die unter seiner Direktion erweitert wurde zu einer Fabrik bunter Farben, vor allem aber Eisenrot. Gleichzeitig mit der Anlage der aufgrund der Frachtverhältnisse günstiger gelegenen Chemischen Fabrik Nienburg der Egestorff Salzwerke richtete Jordan in Nienburg ein weiteres Farbenwerk ein.
Otto Jordan war Gründungsmitglied im Verein Deutscher Chemiker (VDCh), wirkte mehrfach als Vertreter im Vorstandsrat des VDCh und gründete gemeinsam mit Ferdinand Fischer den hannoverschen Bezirksverein des VDCh. Diesen leitete er ebenfalls mehrfach als Vorsitzender.
Aufgrund seiner Leitungsfunktionen wurde Jordan zunächst in den Vorstand des Vereins Deutscher Farbenfabriken gewählt, vor dem Hintergrund seiner Erfahrungen in der industriellen Produktion zudem in den Vorstand des hannoverschen Dampfkesselüberwachungsvereins.
Kurz vor dem Ausbruch des Ersten Weltkrieges schied Otto Jordan aus seiner Tätigkeit bei den Egestorff Salzwerken aus und betrieb private Studien. In den Jahren von 1914 bis 1918 arbeitete er auf den verschiedensten Gebieten der kriegsbedingten Zwangsverwaltung, in der Handelskammer Hannover, bei mehreren Zivil- und Militärbehörden sowie in der Kriegsfürsorge.
In der Kriegszeit und in den Anfangsjahren der Weimarer Republik leitete Otto Jordan mehrfach als Vorsitzender den Deutschen Verband Technisch-Wissenschaftlicher Vereine. 1917 war der „Fabrikdirektor a. D. Dr. Otto Jordan aus Linden-Hannover“ mit dem Verdienstkreuz für Kriegshilfe ausgezeichnet worden.
1920 organisierte Jordan die Hauptversammlung des VDCh. Er starb am 11. März 1937 in Hannover.